# Scinax uruguayus
Scinax uruguayus es una especie de anfibios de la familia Hylidae. Fue descripta por primera vez por el herpetólogo estadounidense Karl Patterson Schmidt en 1944.
También es conocida popularmente como "ranita uruguaya".

## Hábitat
Habita en Argentina, Brasil y Uruguay.
Sus hábitats naturales incluyen sabanas secas, praderas parcialmente inundadas, marismas de agua dulce y corrientes intermitentes de agua. Está amenazada de extinción por la destrucción de su hábitat natural.

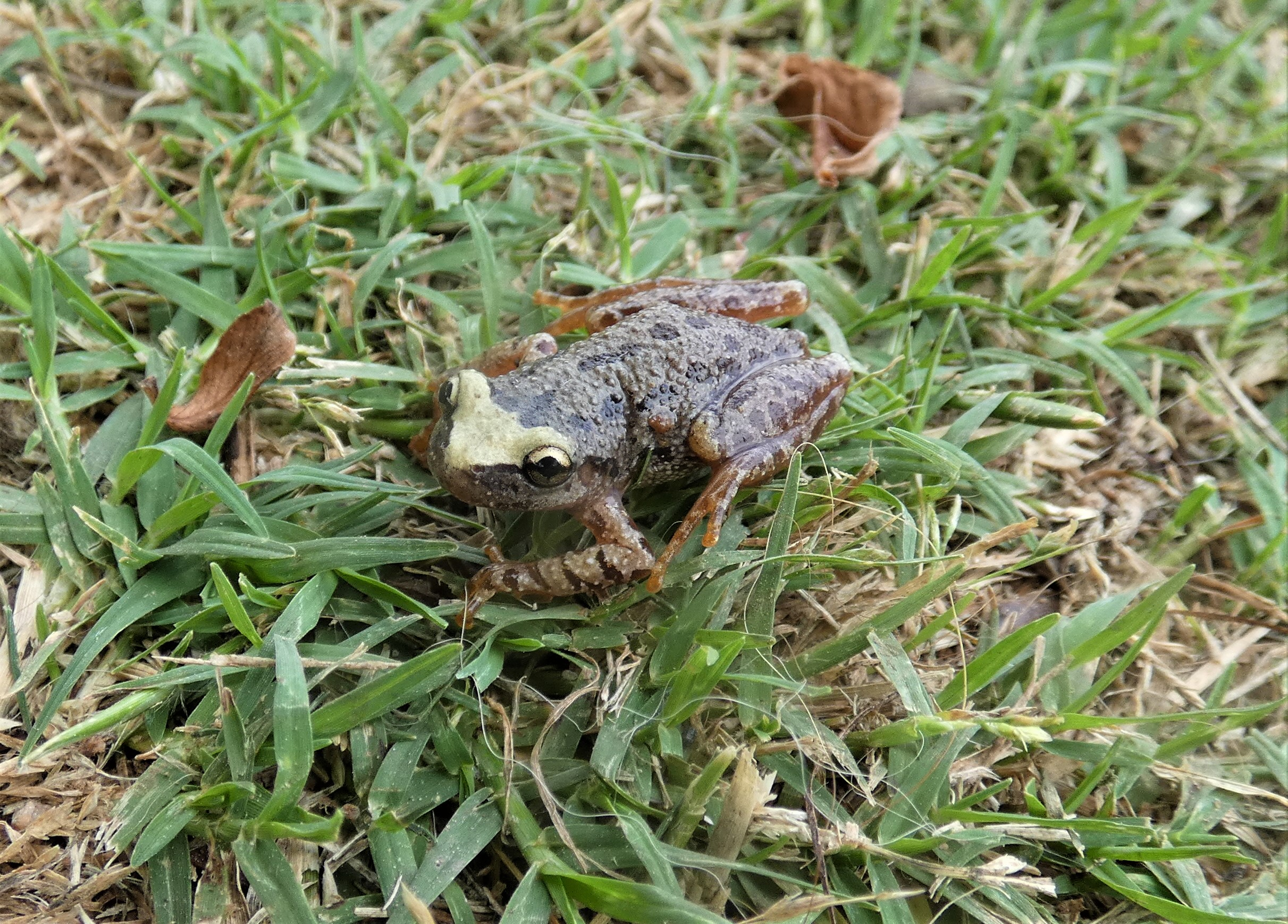
Ranita uruguaya. Foto tomada en 2022 por Enrique González para el Museo Nacional de Historia Natural del Uruguay.

## Dieta
No hay muchos datos disponibles sobre la composición de su dieta, pero los investigadores en el área presumen que se alimenta de pequeños artrópodos nocturnos.

## Reproducción
Su vocalización nupcial tiene lugar entre fines de agosto y comienzos de marzo. Son los machos quienes cantan durante la noche en cuerpos de agua permanentes trepados a vegetación como pueden ser caraguatales, chírlales y pajonales.
Ponen unos 400 huevos en forma de racimos gelatinosos de color castaño oscuro. La eclosión demora dos semanas y la metamorfosis se completa luego de tres meses. Las larvas tienen un color que oscila entre el pardo y el castaño claro.